# Soběslav Sejk

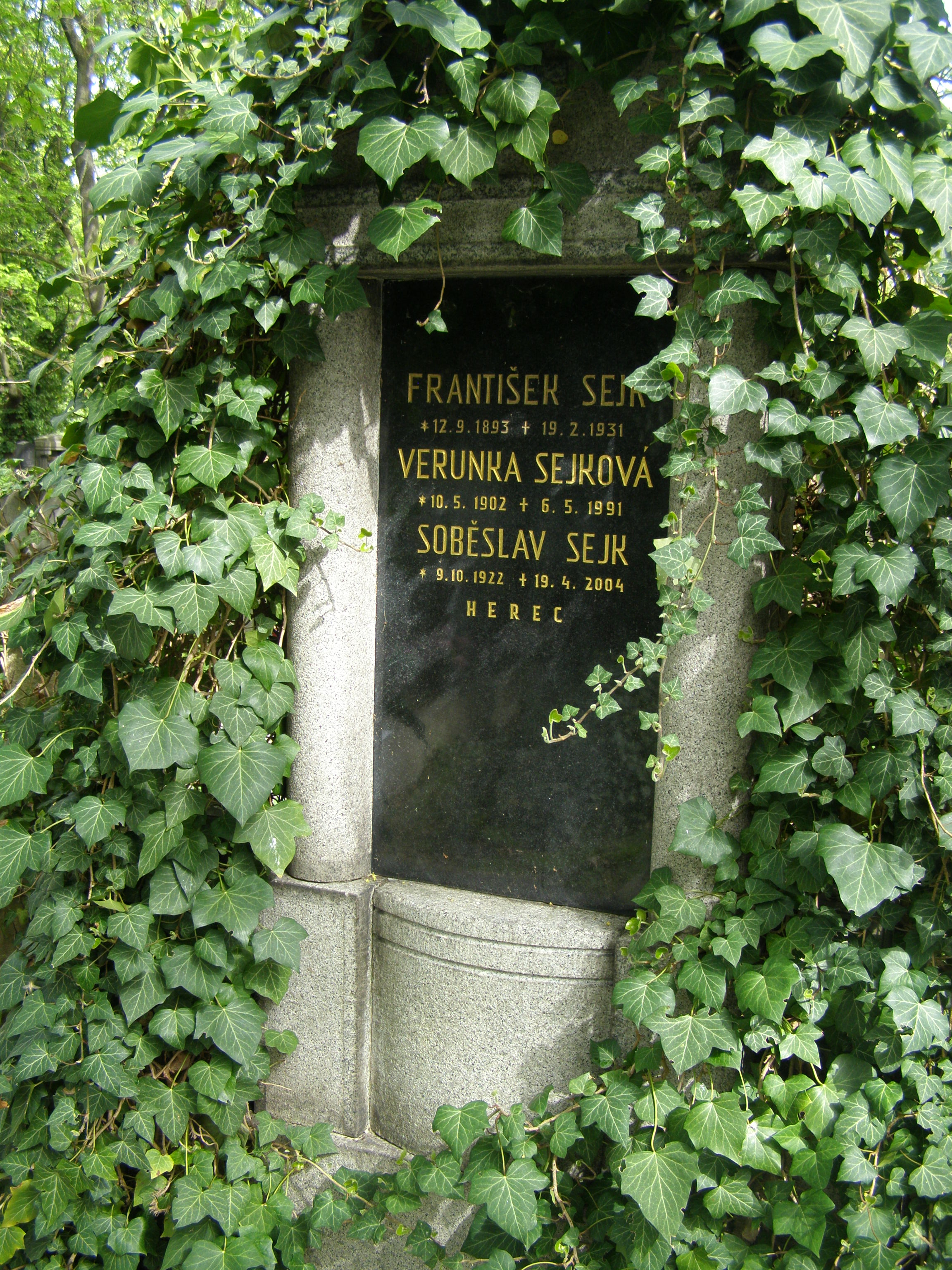
Hrob na hřbitově v Praze na Malvazinkách

Soběslav Sejk (9. října 1922 Praha – 19. dubna 2004 Praha) byl český herec.

## Život
Soběslav Sejk od dětství hrával ochotnické mládežnické divadlo. Během studia na gymnáziu se rozhodl, že bude profesionálním hudebníkem, a proto přestoupil na pražskou konzervatoř. Na počátku nacistické okupace působil jako elév v pražském Národním divadle. Poté vystřídal několik menších scén a zájezdových divadel – např. Intimní divadlo (1942–1945). Po skončení 2. světové války spoluzakládal činoherní soubor v Teplickém divadle, ale velice brzy se vrátil zpět do Prahy, kde krátce působil v Realistickém divadle Zdeňka Nejedlého, pak přešel přes působení v Divadle S. K. Neumanna (1948 až 1950) do Státního divadla v Brně (1950–1953). Od roku 1953 až do roku 1990, kdy odešel do důchodu, byl členem souboru činohry Národního divadla v Praze. Podle portálu PrahaIN.cz byl dlouholetým spolupracovníkem StB, který donášel na herce Národního divadla.
Jako herec s velmi dobrou dikcí a výbornou jevištní řečí na divadle často hrál charakterní a oduševnělé postavy. Svoje hlasové dispozice dobře uplatňoval v rozhlase, televizi a v dabingu. Jeho hlasem mluvili např. Michel Galabru, Jean Gabin, Peter Ustinov, Spencer Tracy i Walter Matthau.
V roce 1972 získal ocenění Zasloužilý člen ND. V roce 1993 dostal cenu Senior Prix od Nadace Život umělce. Za celoživotní mistrovství v dabingu obdržel v roce 1995 Cenu  Františka Filipovského.
V 90. letech 20. století daboval postavu Thaddeus Plotz v animovaném seriálu Animáci.

## Rozhlasové role
- 1962 Lev Nikolajevič Tolstoj: Plody vzdělanosti, Československý rozhlas, role: Petriščev, připravil: Sergej Machonin, režie: Jiří Roll.
- 1983 Nikolaj Vasiljevič Gogol: Ženitba, roleː pan Nenažraný; překladː Leoš Suchařípa, režieː Jan Lorman.
- 2002 Thomas Bernhard: Minetti. Portrét umělce jako starého muže (Minetti. Ein Portrait des Künstlers als alter Mann). 1977, Český rozhlas, úprava a režie Josef Henke, překlad: Josef Balvín, osoby a obsazení: Minetti (Otomar Krejča), Dáma (Antonie Hegerlíková), dívka (Anna Suchánková), Hotelový vrátný (Soběslav Sejk), Hotelový sluha (Miroslav Masopust), Muž se psí maskou (Jiří Klem), lilipután + maškara + harmonika (Petr Šplíchal), Opilec + maškara (Josef Plechatý), starý kulhající muž (Josef Henke), Maškara + dívčin přítel (Viktor Dvořák), Maškary (Dana Verzichová, David Švehlík, Aleš Pospíšil, Jaroslav Slánský, Jana Stryková, Vladimír Senič a Jiří Litoš) a hlášení (Světlana Lavičková)[5]

## Divadelní role (výběr)

#### Státní divadlo v Brně
- Hadrián z Římsů – Soběbor – 1951
- Strakonický dudák – Alamír – 1951
- Lidé bděte! – Fučík – 1951
- Rozbitý džbán – Ruprecht – 1952
- Boleslav I. – titulní role – 1953

#### Národní divadlo
- Loupežník – Myslivec  1954
- Podzimní zahrada – Leo – 1957
- Půlnoční mše – Palo – 1959
- Irkutská historie – Denis – 1960
- Zápas s andělem – Karas – 1961
- Cokoli chcete – Říhal – 1963
- Novokřtěnci – Kardinál – 1968
- Na pravici boha otce – Peralta – 1970
- Othello – Benátský dóže – 1972
- Paličova dcera – Podleský – 1973
- Zkrocení zlé ženy – Vincenzio – 1973
- Námluvy Pelopovy – Jolos – 1974
- Smír Tantalúv – Jolos – 1975
- Lucerna – Vrchní – 1976 a 1983
- Noc pastýřů – 1983
- Jegor Buličov a jiní – Dostigajev – 1987
- Tartuffe – Pan Loyal – 1988
- Dantonova smrt – Herman – 1989